# Regina Francesca Riva
Regina Francesca Riva, née en 1681 à Novate Mezzola et morte en 1752 à Lugano est une comtesse catholique, propriétaire foncière, éminente personnalité de la famille Riva.

### Origines et famille
Regina Francesca Riva née Regina Francesca Giani en 1681 à Novate Mezzola, est la fille du baron Giovanni Giacomo Giani, lieutenant de justice à Chiavenna, et de Caterina Filomena Caldelari, descendante d'une illustre lignée de notaires de Chiavenna.

#### Issue d'une famille influente
La famille Giani, reconnue pour son influence notable dans les domaines économique, social et religieux de la Valteline, bénéficie d'un vaste réseau de relations s'étendant bien au-delà de sa région d'origine. Elle se distingue principalement par son activité sur trois axes majeurs : les territoires des III Ligues, le Saint Empire romain germanique, et les bailliages italiens.
Les pratiques matrimoniales et l'obtention de lettres de noblesse témoignent de cette tendance. En effet, les Giani sont alliés avec des familles grisonnes et des bailliages tessinois : Maria Giani, sœur de Regina Francesca, épouse Melchior Jagmet, gouverneur général de la Valteline et président de la Ligue grise. De son côté, Paolo Giani, grand-père paternel de Regina Francesca Riva, a été anobli par l'empereur Léopold Ier en 1675.

#### Mariage
En 1701, Regina Francesca Gina se marie avec Antonio Riva de Lugano, et le couple a 11 enfants. Cette union résulte de longues négociations, impliquant le comte Carlo Casati, ambassadeur d'Espagne auprès des cantons catholiques, avec des désaccords économiques marquants. 

#### Stratégie matrimoniale
Selon les statuts de Chiavenna, elle a droit à une part de l'héritage paternel et maternel, qu'elle peut réclamer à son mariage. Pour persuader le baron Giani, le comte Giovanni Battista Riva, son futur beau-père, annonce que les Riva ne revendiqueraient pas l'héritage de celle-ci avant le décès de ses parents et que son épouse Lucrezia renoncerait à la gestion du foyer en faveur de Regina. Giovanni Battista Riva assure aussi que Rodolfo Giovanni Riva, son deuxième fils, suivrait une formation religieuse à Rome, comme ses frères, conférant à Regina un rôle prééminent dans la famille, bien que cela ne se réalise pas. 
Les Riva, comme d'autres familles influentes de Lugano et Mendrisio, adoptent une stratégie matrimoniale ciblant les territoires sous domination grisonne, valorisant ainsi les droits patrimoniaux des femmes de ces régions. Par son mariage, Antonio Riva acquiert des propriétés et des créances dans le comté de Chiavenna. 
Regina Francesca Riva, grâce à ses droits, semble jouir d'une certaine autonomie, achetant des biens à Genestrerio sans l'accord de son beau-père, qui légua ces propriétés aux enfants et héritiers dans son testament. 

### Mort
Regina Francesca Riva décède en 1752 à Lugano, et est enterrée dans le tombeau familial de l'église Saint-Antoine.

### Fonds d'archives
- Archivio storico della città di Lugano, Lugano, Fondo Famiglia Riva.